# وروشکا فون لندورف
وروشکا فون لندورف (انگلیسی: Veruschka von Lehndorff؛ زادهٔ ۱۴ مهٔ ۱۹۳۹) یک هنرپیشه و مدل اهل آلمان است.
از فیلم‌هایی که وی در آنها نقش داشته‌است می‌توان به ارکستر سرخ، عروس، کازینو رویال، آگراندیسمان و افکار شیطانی اشاره کرد.